# Igreja de São Miguel Arcanjo (Vila Franca do Campo)

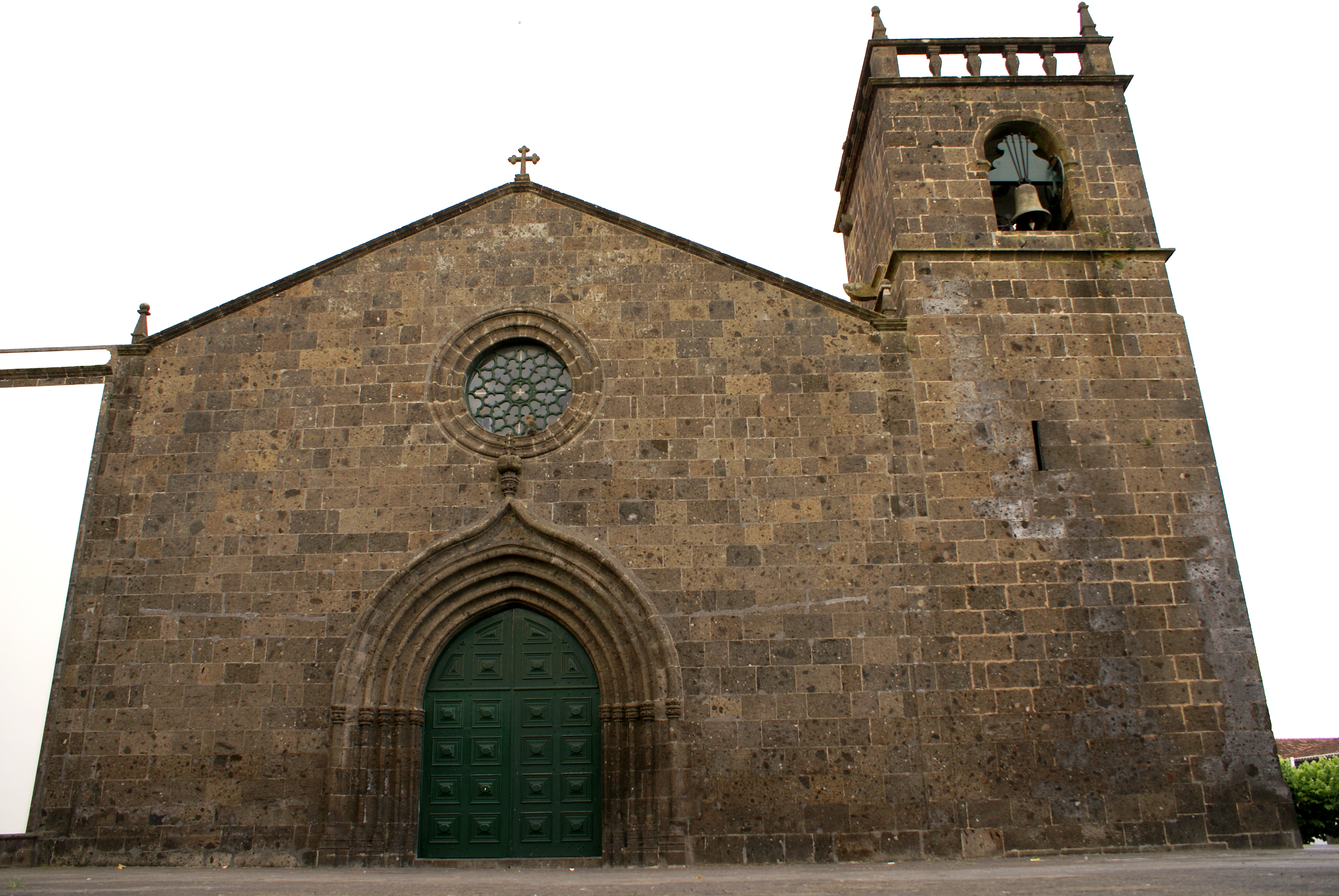
Igreja de São Miguel Arcanjo, fachada.

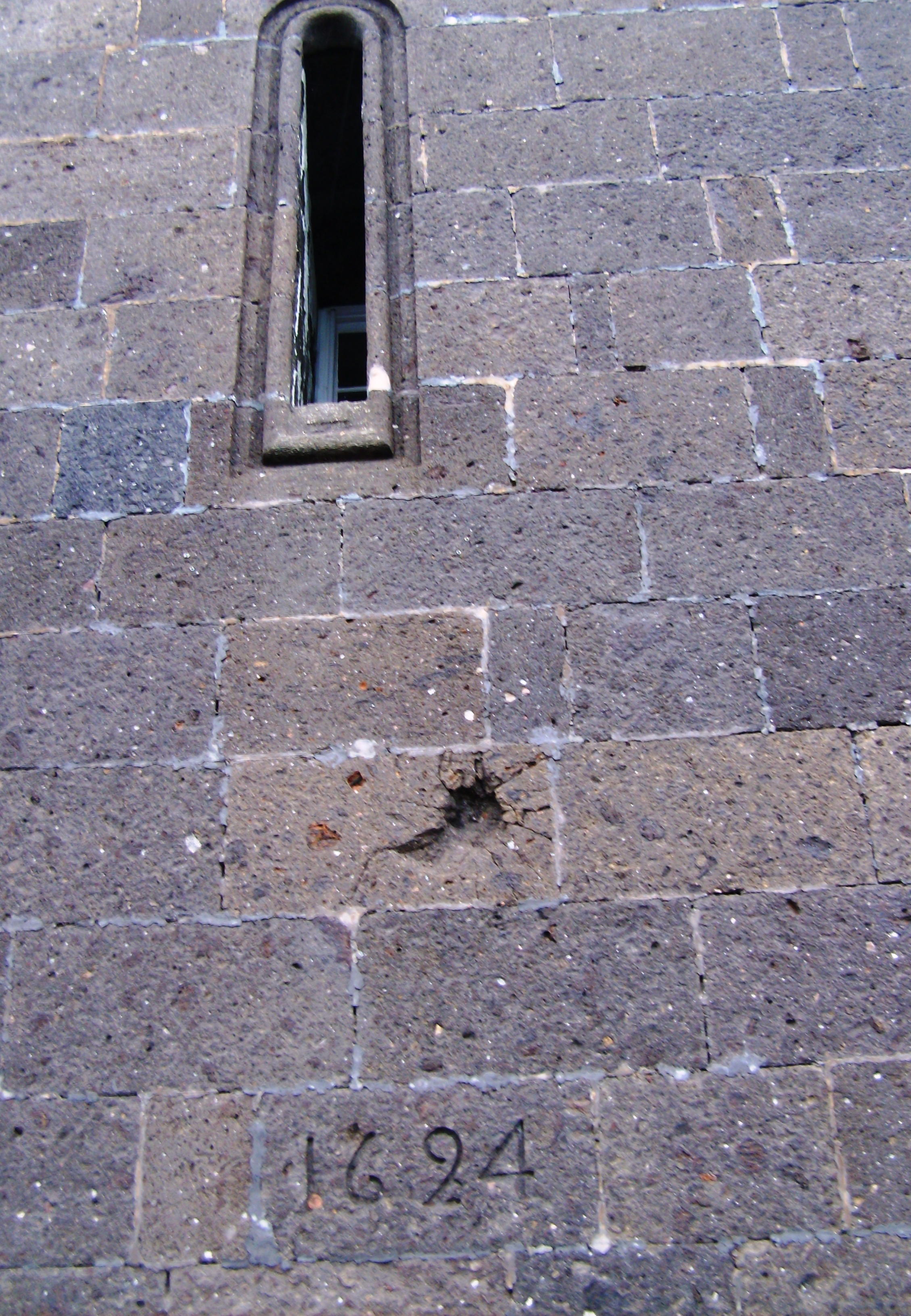
Igreja de São Miguel Arcanjo, marca de projétil no lado esquerdo da torre.

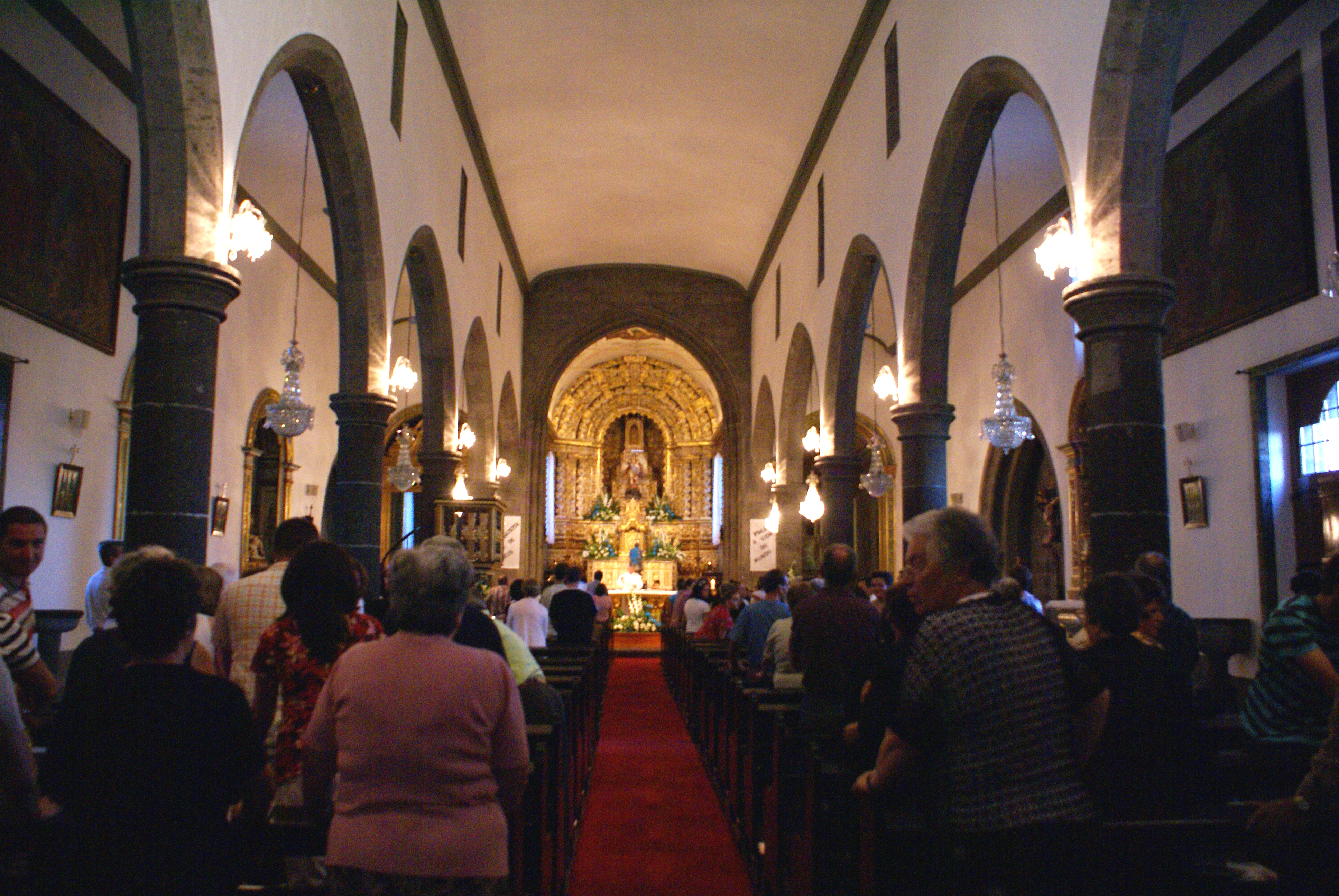
Igreja de São Miguel Arcanjo, altar-mor.

A Igreja Matriz de São Miguel Arcanjo localiza-se na Vila e concelho de Vila Franca do Campo, na ilha de São Miguel, Região Autónoma dos Açores, em Portugal.
Sob a invocação de São Miguel arcanjo, é dos templos mais antigos do arquipélago.

## História
A primitiva Igreja Matriz de Vila Franca foi instituída pelo próprio Infante D. Henrique, que ordenou a sua construção, tendo sido Rui Gonçalves da Câmara terceiro capitão do donatário da ilha, e seu primeiro residente, quem a edificou.
Foi parcialmente soterrada pelo terramoto de 1522 e, de acordo com a narrativa de Gaspar Frutuoso, foi logo reconstruída, para cujas obras foram reaproveitados materiais de construção da primitiva igreja, além de apoios do monarca. Os trabalhos mantiveram o mesmo tipo arquitetónico do templo, em estilo gótico.
Em 1579, o cardeal-rei autorizou o lançamento de uma finta para o lajeamento da igreja e do adro e, em 1585, a Ordem de Cristo autorizou o douramento da sua capela-mor. No contexto da Dinastia Filipina, tendo Vila Franca do Campo sido atacada por corsários, o templo conserva no alçado da sua torre sineira voltado para o mar a marca do impacto de um projétil de artilharia, tendo abaixo dele sido inscrita a data do ataque: 1624, mesmo ano em que a Companhia Neerlandesa das Índias Ocidentais conquistou a cidade do Salvador, então capital do Estado do Brasil.
Durante os séculos XVII e XVIII os diversos corregedores e visitadores registam-lhe diversos reparos a fazer. No século XVII, contava com um realejo, o qual foi substituído mais tarde por um órgão.
O bispo da Diocese de Angra, D. Frei Valério do Sacramento determinou, em 1747, que o templo fosse aumentado em altura e que a torre, toda de basalto negro, igualmente fosse reparada.
No século XIX esta torre foi referida como "monumento fúnebre", reclamando-se para ela uma caiação.